# 纪念路
纪念路是中華人民共和國上海市杨浦、虹口两区一條東西走向道路，西起车站西路，东至武川路。道路全长1060米，宽16米。道路始建於清朝宣统三年（1911年），由於道路位於万国体育会附近，所以道路名為体育会路。中華民国19年（1930年），為紀念孫中山，當局將道路更名為体育会纪念路，并在路尽头树起了一座孙总理奉安纪念碑。紀念碑後來在中日戰爭時毀於炮火。1950年道路更名為紀念路。